# Coban Blimbing
Coban Blimbing is een bestuurslaag in het regentschap Pasuruan van de provincie Oost-Java, Indonesië. Coban Blimbing telt 3358 inwoners (volkstelling 2010).